# راؤول كارديناس
راؤول كارديناس (Raúl Cárdenas) (مواليد 30 أكتوبر 1928)، هو لاعب كرة قدم كان يلعب كلاعب وسط.

## وصلات خارجية
- راؤول كارديناس على موقع الاتحاد الدولي (مؤرشف)  (الإنجليزية)
- راؤول كارديناس على موقع قاعدة بيانات كرة القدم.إي يو (الإنجليزية)
- راؤول كارديناس على موقع ناشيونال فوتبول تيمز (الإنجليزية)
- راؤول كارديناس على موقع أوليمبيديا (الإنجليزية)